# Malin Ideland
Malin Ideland, född 1970, är en svensk etnolog och från 2014 professor i utbildningsvetenskap vid Malmö universitet. Hon disputerade vid Lunds universitet år 2002 på avhandlingen Dagens gennyheter. I den gjorde hon en kulturanalys av massmedial rapportering om genetik och genteknik. Malin Ideland har även senare forskat om biomedicin som kulturell företeelse. Hennes forskning har dock mer och mer riktats in på två andra områden: miljö- och hållbarhetsfrågor samt utbildningsfrågor. Sedan mitten på 2010-talet forskar hon om kommersialisering och privatisering av den svenska skolan.  
Hon är ledare för forskningsgruppen Education inc. och forskarskolan Utbildning, Lärande, Globalisering vid Malmö universitet. Forskningen har publicerats i tre böcker och cirka 50 artiklar och bokkapitel. Malin Ideland har även författat populärvetenskapliga texter och är en flitig debattör i utbildningsfrågor. Hon har varit redaktör för webbtidningen SOS – Skola och Samhälle.